# Atalaya (género)
Atalaya é um género de plantas de porte arbustivo ou arbóreo da família das sapindáceas. São, em geral, dióicas. As folhas são alternadas, dimórficas, paripinuladas, raramente imparipinuladas ou simples (principalmente enquanto jovens). 11 espécies são nativas de África, Indonésia, Nova Guiné e Austrália. 9 espécies são nativas exclusivamente da Austrália, oito das quais são endémicas em todos os seus estados, exceto em Victoria. Os folíolos são opostos ou alternados, com margens inteiras. As flores apresentam cinco sépalas, imbricadas e desiguais. Têm 4 ou 5 pétalas, levemente fendidas. Apresentam 8 estames.

## Espécies
Inclui:
- Atalaya capensis
- Atalaya hemiglauca
- Atalaya salicifolia
- Atalaya variifolia